# Svante Nilsson
Svante Nilsson (Svédország, 1460 – Västerås, 1512. január 2.) svéd államférfi és Svédország kormányzója 1504–1512 között.

## Élete
Svante Nilsson 1460 körül született a Natt och Dag családba tartozó Nils Bosson (akinek anyja a Sture famíliához tartozott) fiaként. Svante maga soha nem használta a Sture nevet, de fia később felvette a nagyanyja családnevét, hogy ekképpen is hangsúlyozza a dánok ellen harcoló idősebb Sten Sturéval való rokonságát.
Svante Nilsson 1482-ben már tagja volt a svéd Titkos Tanácsnak, és többször is ellenzékbe került távoli rokonával az idősebb Sten Sturével szemben. Az 1501-es lázadás idején, bár vonakodva, de a függetlenségpárti Sten Sture oldalára állt, és annak 1503-as halálakor Svantét választották Svédország kormányzójául. 1511 nyarán a dán fosztogatások miatt a Titkos Tanács ellene fordult a lemondását követelve, és az új kormányzóválasztást már nem érte meg, 1512. január 2-án meghalt.
Iliana Gäddával történt első házasságából származott fia, az ifjabb Sten Sture. Második felesége Mette Dyre volt.